# Muzna
Muzna   (País Basc, segle IX - 968) o Hazm  va ser una concubina d'un harem a Al-Àndalus. Era la concubina esclava del príncep Muhammad ibn Abdullah, fill d'Abdallah ibn Muhammad, emir del califat de Còrdova, i mare del califa Abd ar-Rahman III.
Es diu que Muzayna era originalment una Rumi (cristiana). Potser originalment es deia Maria. Tradicionalment es diu que els seus orígens eren francs o bascos. Aquesta última és la suposició més comuna: que era neta de Fortún Garcés Cajal i, per tant, de la família reial del Regne de Navarra, la família Aristas.
Va ser víctima del tràfic d'esclaus saqaliba i va ser col·locada a l'harem del fill de l'emir a Còrdova, on, d'acord amb el costum, es va convertir a l'islam i se li va donar un nom musulmà.
El 889 va esdevenir la mare del futur califa. Quan el seu fill va ascendir al tron l'any 912, li va donar el títol honorífic d'umm Walad ("Mare del fill del governant") i, com a mare del califa, se li va atorgar el càrrec més alt que una dona podia ocupar a la cort del califa.
La seva història de vida no era inusual al món musulmà: gairebé totes les mares dels governants del califat abbàssida eren esclaves, i a Al-Àndalus, on els harems estaven poblats per dones importades mitjançant el tràfic d'esclaus tant d'Àfrica (sovint berbers) com de l'Europa cristiana: les mares d'Al-Hàkam I (el Zukhruf francès), Al-Múndhir ibn Muhàmmad de Còrdova (el berber Athl), Abdallah ibn Muhammad (Ashshar) i Al-Hakam II (Murjan) eren totes concubines esclaves.